# 2426 Simonov
2426 Simonov (1976 KV) là một tiểu hành tinh vành đai chính được phát hiện ngày 26 tháng 5 năm 1976 bởi N. Chernykh ở Nauchnyj.